# 原子力超特急スーパートレイン
『原子力超特急スーパートレイン』（げんしりょくちょうとっきゅうスーパートレイン、英名：Supertrain）は1979年2月から5月まで米国のNBCで放映された60分のテレビドラマ（第1回は2時間スペシャル）。全9回。日本では1979年10月28日に第1回をテレビ朝日『日曜洋画劇場』枠で「スーパートレイン／豪華原子力超特急・謎の連続殺人事件」のタイトルで放送し、第2回以降は1981年2月からテレビ朝日の日曜深夜に放送した。

## 概要
放送を開始した1979年当時、NBCは視聴率でABC、CBSに大きく引き離され、全米トップ20中、NBCの番組は「大草原の小さな家」だけという体たらくが続いていた。この低迷を打破すべく、前年にNBC社長に就任したフレッド・シルバーマンは、様々な新番組を送りだした。その中の1つが「刑事コロンボ」のファンとスタッフの猛反発を押し切り2月にスタートした「ミセス・コロンボ」であり、同時期にスタートしたこの「スーパートレイン」であった。当初この作品はダン・カーティスが「列車を舞台としたサスペンス作品」として同年秋の開始を目指して制作を進めていたが、一刻も早く高視聴率番組がほしいシルバーマンが500万ドルもの予算をつぎ込み、列車セット、ミニチュア、物語の起点となる「グランド・セントラル・ターミナル」駅のセットを完成させ、強引に2月スタートにこぎつけた。
こうして、原子力エンジンを搭載し、時速200マイル（約320キロ）でニューヨーク－ロサンゼルス間を36時間で走行し、レストランやバーから映画館、プール、医務室、美容室、トレーニングジム、ディスコまで備える「夢の豪華超特急」は2月7日、カーティス自身がメガホンをとった2時間スペシャルで「出発進行」となった。NBC側の期待は大きかったが、いざ放送されるや「列車版ラブ・ボート」とまで呼ばれたドラマ内容は概ね不評で、回を追うごとに視聴率は低下。思わぬ不評にNBCは2月17日に朝の情報番組「Today」で製作風景を大々的に紹介するなど盛り上げに努めたが、視聴率低下に歯止めがかからず第5回が放送されたところで番組は一旦中断。1ヶ月後に番組は再開するが、放送時間は水曜19時台から土曜22時台に格下げ、9人もいたレギュラーの「乗務員」は車掌役のエドワード・アンドリュース、アラン・アルダの父ロバート、後に「俺がハマーだ!」でトランク署長を演じたハリソン・ペイジを残し全員「途中下車」、さらにカーティスもプロデューサーを解任された。その後、新たにレギュラーを2人加えたり、笑い声の効果音を取り入れるなど迷走が続き、5月に第9回が放送されたところでスーパートレインはあえなく「廃線」となった。米国参加ボイコットにより広告収入大幅減を強いられた翌年のモスクワオリンピック中継と共に、NBCに莫大な負債をもたらしたこの作品は、今もなお「アメリカTV界7大失敗作の1つ」に数えられている。

## キャスト
全9話に出演
- ハリー・フラッド車掌：エドワード・アンドリュース（声：加藤正之）
- ジョージ・ブーン：ハリソン・ペイジ（声：小滝進）
- ダン・ルイス医師：ロバート・アルダ（声：池田勝）

第5話で降板
- デヴィッド・ヌーナン：パトリック・コリンズ（声：安西正弘）
- ローズ・ケイシー（ルイスの助手）：ニタ・タルボット（声：加川三起）
- ギルダ（ジムのインストラクター）：アーリカ・ウェルズ
- ウォーリー（同上）：ビル・ナコルズ
- ルー・アトキンズ（バーテンダー）：マイケル・デラノ
- ロバート（美容師）：チャーリー・ブリル

第7話から出演
- ペニー・ウィテカー：アイリーン・グラフ
- ウェイン・ランドール：ジョーイ・アレスコ